# Trans-cinnamato 4-monoossigenasi
La trans-cinnamato 4-monoossigenasi è un enzima appartenente alla classe delle ossidoreduttasi, che catalizza la seguente reazione:
trans-cinnamato + NADPH + H+ + O2 ⇄ 4-idrossicinnamato + NADP+ + H2O
L'enzima utilizza anche il NADH, ma la reazione è più lenta. Viene coinvolta una proteina eme-tiolata (P-450).